# Celldorado
Celldorado is een aanbieder van mobiel entertainment.
Op verschillende websites van het bedrijf kunnen ringtones, wallpapers en games voor de mobiele telefoon worden gedownload via een betaalde dienst. Het bedrijf is vergelijkbaar met Jamba!. Sinds 2006 is deze aanbieder wereldwijd actief.
Net als Jamba! heeft Celldorado veel kritiek gekregen vanwege het uitzenden van wat misleidende reclame zou zijn. Na slechts het downloaden van een ringtone, kan men ongemerkt aan een abonnement vastzitten. Daarna worden zonder verdere bevestiging over het abonnement SMS-berichten verstuurd aan de gebruiker, waarvan de kosten flink kunnen oplopen.
In 2010 besloot de Consumentenautoriteit een van € 1.16 miljoen op te leggen aan moedermaatschappij Artiq Mobile.
Andere handelsnamen van Artiq Mobile zijn
- Blinck BV
- Yarosa entertainment BV